# Rue Nélaton
La rue Nélaton est une rue du 15e arrondissement de Paris.

## Situation et accès
La rue Nélaton débute à hauteur du boulevard de Grenelle et se termine au croisement de la rue du Docteur-Finlay.
Elle est desservie par la ligne 6 à la station Bir-Hakeim.

## Origine du nom

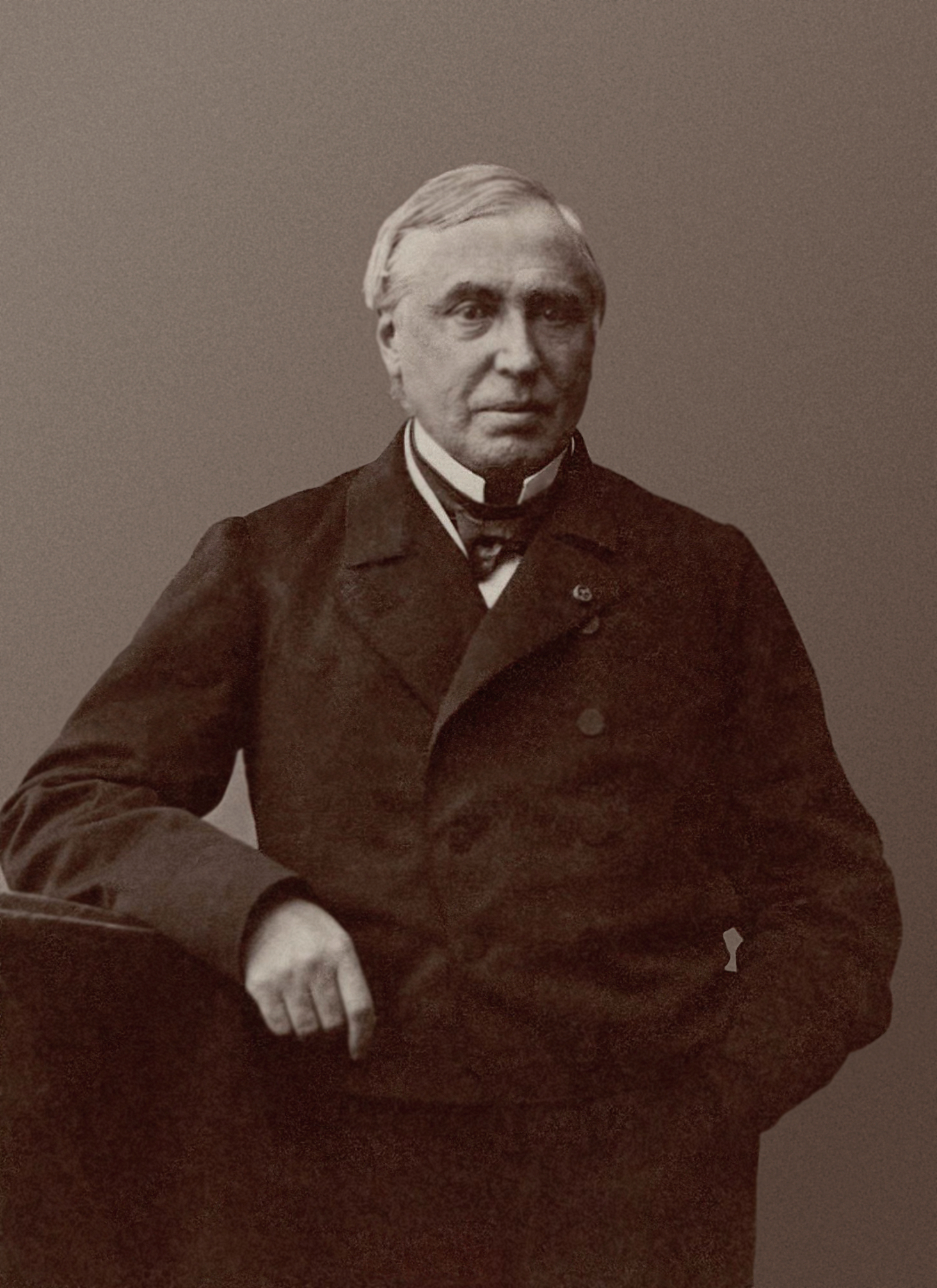
Auguste Nélaton.

Cette rue doit son nom au médecin et chirurgien français Auguste Nélaton (1807-1873).

## Historique
De 1909 à 1959 se trouvait dans cette rue le Vélodrome d'Hiver, où se déroulait la compétition des Six Jours de Paris. C'est là que les 16 et 17 juillet 1942, 13 152 Juifs furent enfermés pendant plusieurs jours, sans eau ni nourriture.
Rasé en 1959, il accueille jusqu'en 2007 un site du ministère de l’Intérieur.

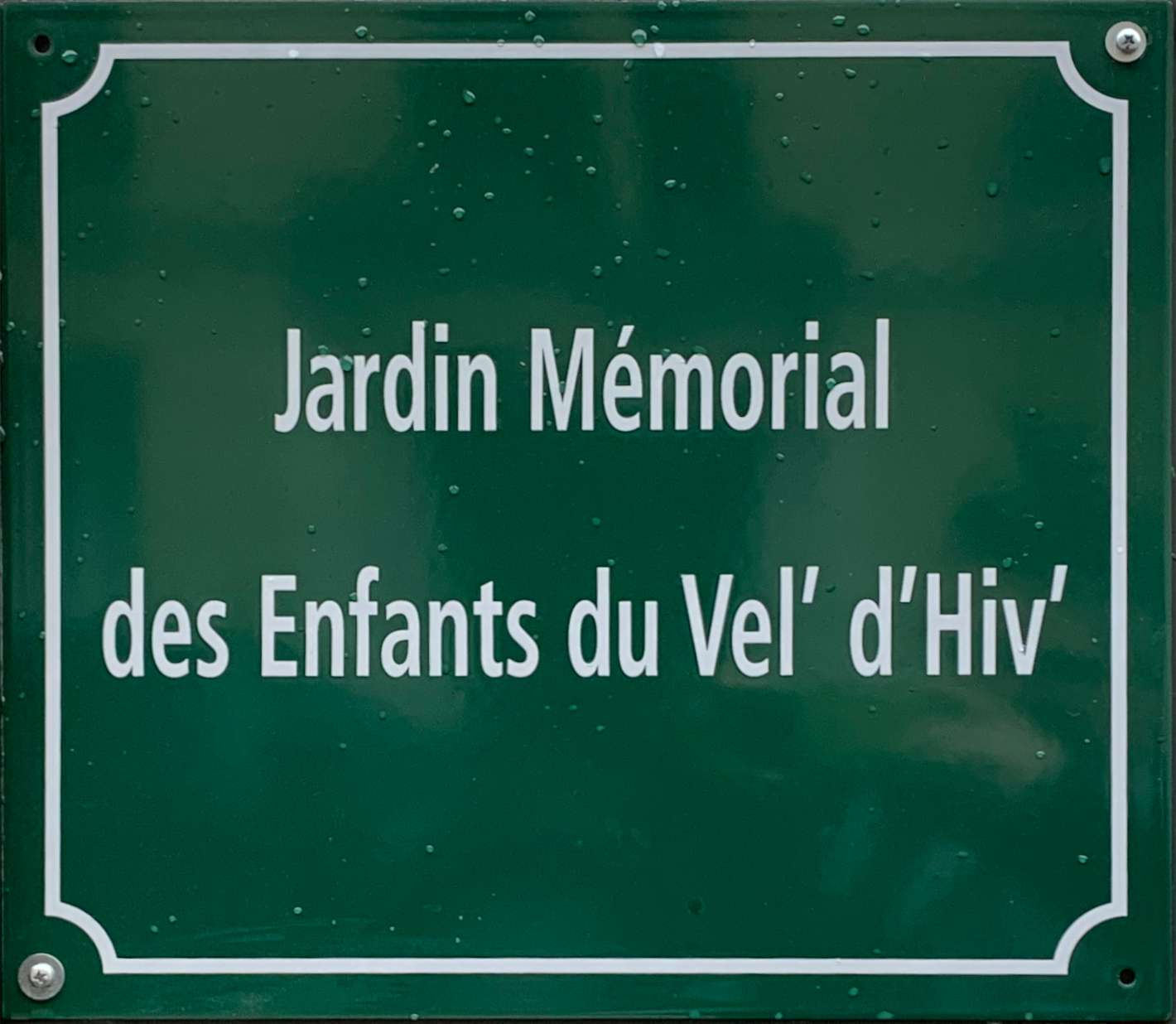
Panneau du jardin mémorial des enfants du Vél' d'Hiv'.

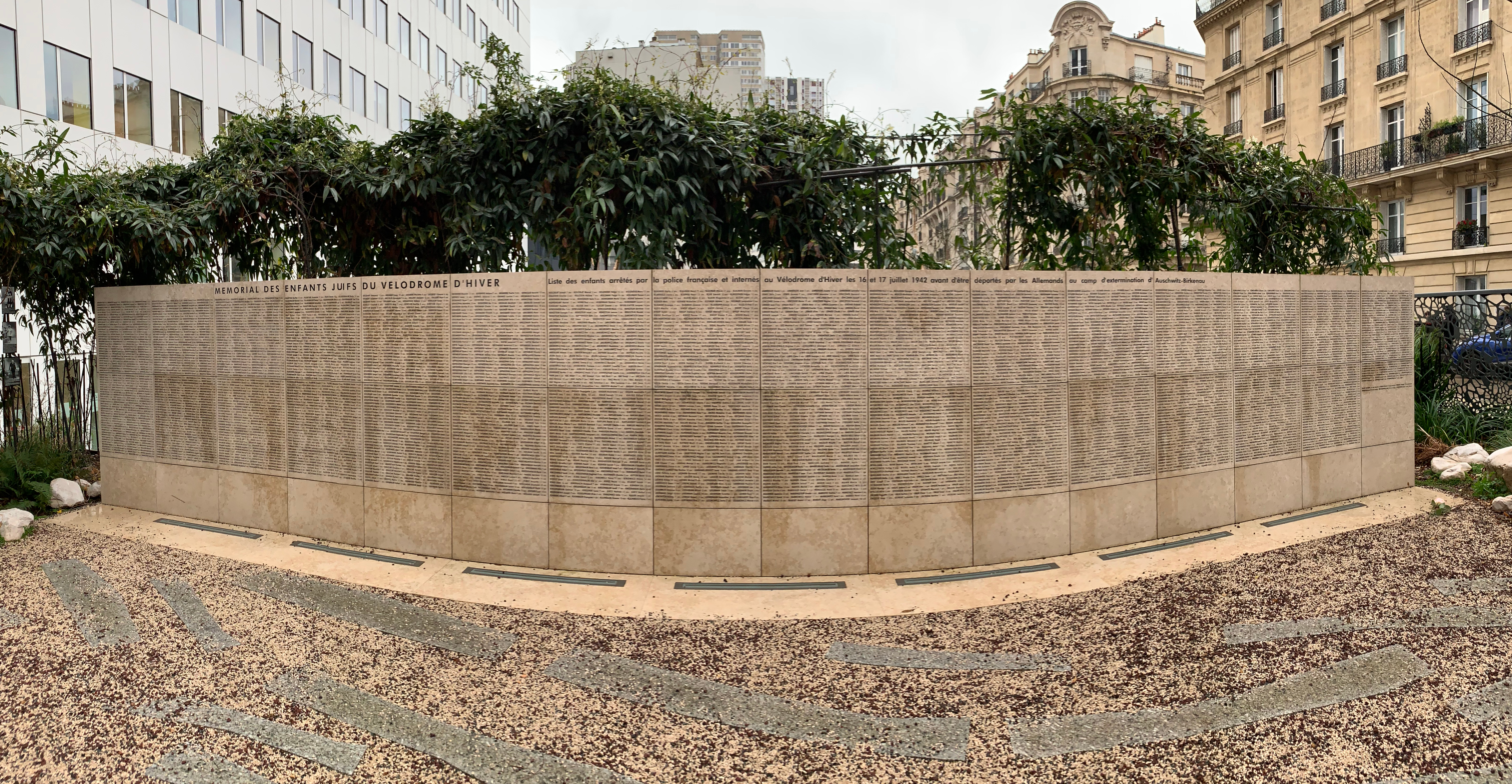
Mur des enfants déportés lors de la rafle du Vél d'Hiv'.

Le jardin mémorial des enfants du Vél' d'Hiv' se trouve au 7, rue Nélaton.

## Bâtiments remarquables et lieux de mémoire
- Nos 3 à 11 : ensemble immobilier de l'AG 2 R, bassin en eau dans la rue, avec une sculpture en pierre très stylisée en son centre représentant un homme nageant avec un dauphin.
- No 7 : de 1966 à 1985, le siège social de la société pétrolière ERAP Elf-RAP (qui deviendra la Société nationale Elf Aquitaine) se trouvait à cette adresse ; de 1985 à 2007, ce sera le siège de la Direction de la surveillance du territoire (DST). Depuis, le jardin mémorial des enfants du Vél' d'Hiv' y est installé.
- Nos 12, 14, 16, 18, 20, 22 : ensemble d'immeubles remarquables, datés de 1907 par les architectes Veber et Michau, élévation sur 6 étages avec balcon en pierre, balcon en fer forgé, lucarnes en œil-de-bœuf.